# ليغو مارفلز أفنجرز
ليغو مارفلز أفنجرز (بالإنجليزية: Lego Marvel's Avengers)‏ هي لعبة أكشن-مغامرات، صدرت بتاريخ 26 يناير 2016، متوفرة على أجهزة ويندوز ونينتندو 3دي أس وأو إس 10 وبلاي ستيشن 3 وبلاي ستيشن 4 وبلاي ستيشن فيتا ووي يو وإكس بوكس 360 و اكس بوكس 1. اللعبة من تطوير ترافيلرز تيلز ومن نشر وارنر برذرز إنترآكتيف إنترتيمنت. وهي تحتوي على اللغة العربية.
هي تكملة للعبة ليغو مارفل سوبر هيروز وهي تتبع قصص أفلام مارفل التالية: المنتقمون، المنتقمون: عصر ألترون، كابتن أمريكا: المنتقم الأول، آيرون مان 3، ثور: العالم المظلم وكابتن أمريكا: جندي الشتاء. وتحتوي على عدة شخصيات من عالم مارفل السينمائي.

## وصلات خارجية
- ليغو مارفلز أفنجرز على موقع IMDb (الإنجليزية)

- الموقع الرسمي